# Counting sort
Counting sort, soms ook count-sort genoemd, is een extreem simpel sorteeralgoritme, dat alleen kan worden gebruikt voor gehele getallen en daarmee vergelijkbare objecten. Juist door de beperkte toepassingsmogelijkheden, kan het een zeer efficiënte manier van sorteren zijn. Een voorwaarde daarvoor is dat de kleinste en de grootste voorkomende waarde bekend zijn, en dat de te sorteren getallen in een relatief klein bereik liggen.

## Werking
Als de kleinste en grootste waarden niet bekend zijn, zullen deze vooraf aan het sorteren bepaald moeten worden. De complexiteitsgraad van dit algoritme is O(n+k), waarbij k de grootste voorkomende waarde is. Een nadeel van dit algoritme is dat het erg geheugenintensief is.
Een voorbeeld:
De ongesorteerde reeks gehele getallen is 6, 4, 6, 8, 9, 6, 4, 9, 5, 7, 5, 5, 8, 5. Het kleinste getal is 4 en het grootste is 9. Op basis daarvan wordt van elk element tussen 4 en 9 geteld hoe vaak het in de rij voorkomt. Geturfd resultaat:
4: ||

5: ||||

6: |||

7: |

8: ||

9: ||
De resultaten van de telling worden weer achter elkaar geplaatst en het sorteren is voltooid:
4, 4, 5, 5, 5, 5, 6, 6, 6, 7, 8, 8, 9, 9.

## Voorbeeldimplementaties

### C++
Een implementatie in C++: de functie countingsort sorteert de lijst met gehele getallen aiIn met aantal elementen nInItems volgens het counting-sort-algoritme:
```
void
 
countingsort
(
int
 
aiIn
[],
 
int
 
nInItems
){

  
/* bepaal de hoogste en de laagste */

  
int
 
iLo
=
 
MAXINT
;

  
int
 
iHi
=
 
-
MAXINT
;

  
for
 
(
int
 
i
=
 
0
;
 
i
 
<
 
nInItems
;
 
i
++
){

    
iLo
=
 
min
(
aiIn
[
i
],
 
iLo
);

    
iHi
=
 
max
(
aiIn
[
i
],
 
iHi
);

  
}

  
/* maak een precies passende turflijst, begin met 0 voor elk getal */

  
int
 
nTurfItems
=
 
1
 
+
 
iHi
 
-
 
iLo
;

  
int
 
aiTurf
[
nTurfItems
];

  
for
 
(
int
 
j
=
 
0
;
 
j
 
<
 
nTurfItems
;
 
j
++
){

    
aiTurf
[
j
]
=
 
0
;

  
}

  
/* turven */

  
for
 
(
int
 
i
=
 
0
;
 
i
 
<
 
nInItems
;
 
i
++
){

    
aiTurf
[
aiIn
[
i
]
 
-
 
iLo
]
++
;
 
// 1 erbij voor het getal op positie i

  
}

  
/* turflijst langslopen en aftellen,

     we hergebruiken de gegeven lijst voor het antwoord */

  
int
 
i
=
 
0
;

  
for
 
(
int
 
j
=
 
0
;
 
j
 
<
 
nTurfItems
;
 
j
++
){

    
while
 
(
aiTurf
[
j
]
 
>
 
0
){

      
aiIn
[
i
++
]
=
 
iLo
 
+
 
j
;

      
aiTurf
[
j
]
--
;

    
}

  
}

  
/* aiIn bevat nu de getallen op de juiste volgorde */

}

```

### Java
Een implementatie in Java: de functie countingsort sorteert de array "data" met "lengte" aantal elementen volgens het counting-sort-algoritme:
```
  
// "data" is de array die gesorteerd wordt, deze array bevat "lengte" aantal elementen

  
public
 
void
 
countingsort
(
int
 
data
[]
,
 
int
 
lengte
)

  
{

    
int
 
i
,
j
,
k
=
0
,
kleinste
,
 
grootste
;

    
// zoek kleinste en grootste

    
kleinste
 
=
 
grootste
 
=
 
data
[
0
]
;

    
for
(
i
=
1
;
i
<
lengte
;
i
++
)
 

      
if
 
(
data
[
i
]<
kleinste
)
 

        
kleinste
=
data
[
i
]
;

      
else
 
if
 
(
data
[
i
]>
grootste
)

        
grootste
=
data
[
i
]
;

    
int
[]
 
turven
 
=
 
new
 
int
[
grootste
-
kleinste
+
1
]
;
 
// maak telarray<br>

    
for
(
i
=
0
;
i
<
(
grootste
-
kleinste
+
1
);
i
++
)

      
turven
[
i
]=
0
;
 
// laat alle turven op nul beginnen

    
for
(
i
=
0
;
i
<
lengte
;
i
++
)

      
turven
[
data
[
i
]-
kleinste
]++
;
 
// zet turven

    
// sorteer data (zet turf "i" "j"x op plaats "k")

    
for
(
i
=
kleinste
;
i
<=
grootste
;
i
++
)

      
for
(
j
=
turven
[
i
-
kleinste
]
;
j
>
0
;
j
--
)

      
{

         
data
[
k
]
 
=
 
i
;

         
k
++
;

      
}

  
}

```

### C#
Een console-applicatie als voorbeeld.
Er wordt gebruikgemaakt van een frequentietabel om de waarden te sorteren. (de index van de frequentietabel = de waarde van het getal dat je wil sorteren, deze verhoog je dan met 1).

Wanneer het gesorteerd is, geef je de indexen van de frequentietabel weer (naargelang de hoeveelheid keer het voorkwam)
```
using
 
system
;

class
 
Program
 

{

  
static
 
void
 
Main
(
string
[]
 
args
)

  
{

    
Berekeningen
 
Ber
 
=
 
new
 
Berekeningen
();
                                                
// verwijzing naar Berekeningen klasse leggen

    
int
[]
 
tabelMetGetallen
 
=
 
{
 
2
,
 
1
,
 
3
,
 
22
,
 
8
,
 
5
,
 
6
,
 
7
,
 
84
,
 
2
,
 
4
,
 
5
,
 
6
,
 
9
,
 
8
,
 
5
,
 
9
,
 
60
 
};
 
// de getallen die moeten worden gesorteerd (random gekozen hier)

    
int
 
Max
 
=
 
Ber
.
LengteVanDeFrequentieTabel
(
tabelMetGetallen
)
 
+
 
1
;
                       
// de grootte bepalen van de frequentietabel (kan ook manueel gekozen worden)

    
int
[]
 
frequentieTabel
 
=
 
new
 
int
[
Max
];
                                                 
// aanmaken ftab (= frequentietabel)

    
Ber
.
FrequentietabelVullen
(
tabelMetGetallen
,
 
frequentieTabel
);
                         
// uitvoeren van de method (zie lager)

    
for
 
(
int
 
I
 
=
 
0
 
;
 
I
 
<
 
Max
 
;
 
I
++
)
                                                       
// de getallen weergeven

    
{
		                                                                          
// de waarde van de index, is het aantal keer het indexnummer zelf voorkomt

      
for
 
(
int
 
J
 
=
 
frequentieTabel
[
I
]
 
;
 
J
 
>
 
0
 
;
 
J
--
)

      
{

	
Console
.
Write
(
I
 
+
 
" "
);

      
}

    
}

     
Console
.
ReadKey
();

  
}
/*Main*/

}
/*Program*/

class
 
Berekeningen

{

  
public
 
int
 
LengteVanDeFrequentieTabel
(
int
[]
 
getallen
)
                                    
// hoogste getal berekenen in tabelMetGetallen (= lengte van ftab)

  
{

    
int
 
Max
 
=
 
getallen
[
0
];

    
for
 
(
int
 
Z
 
=
 
0
 
;
 
Z
 
<
 
getallen
.
Length
 
;
 
Z
++
)

    
{

      
if
 
(
getallen
[
Z
]
 
>
 
Max
)

      
{

        
Max
 
=
 
getallen
[
Z
];

      
}

    
}

    
return
 
Max
;

  
}
/*lengteVanX*/

  
public
 
void
 
FrequentietabelVullen
(
int
[]
 
tabelMetGetallen
,
 
int
[]
 
frequentieTabel
)
         
// per keer een getal voorkomt in tabelMetGetallen

  
{
                                                                                        
// wordt de index met hetzelfde getal van ftab verhoogt

    
for
 
(
int
 
i
 
=
 
0
 
;
 
i
 
<
 
tabelMetGetallen
.
Length
 
;
 
i
++
)
                                    
// bv: als getal 3 voorkomt in tabelMetGetallen

    
{
                                                                                      
// dan zal index 3 in ftab verhogen met 1

      
frequentieTabel
[
tabelMetGetallen
[
i
]]
 
+=
 
1
;

    
}

  
}
/*FtabVullen*/

}
/*Berekeningen*/

```

### Python
implementatie in Python
```
def
 
counting_sort
(
arr
):

    
# 1. Vind het bereik van de waarden (minimum en maximum)

    
max_val
 
=
 
max
(
arr
)

    
min_val
 
=
 
min
(
arr
)

    
range_val
 
=
 
max_val
 
-
 
min_val
 
+
 
1

    
# 2. Maak een turflijst (frequentietabel) met nullen

    
count
 
=
 
[
0
]
 
*
 
range_val

    
# 3. Vul de frequentietabel op basis van de waarden in de array

    
for
 
num
 
in
 
arr
:

        
count
[
num
 
-
 
min_val
]
 
+=
 
1

    
# 4. Bouw de gesorteerde array op

    
sorted_arr
 
=
 
[]

    
for
 
i
,
 
freq
 
in
 
enumerate
(
count
):

        
sorted_arr
.
extend
([
i
 
+
 
min_val
]
 
*
 
freq
)

    
return
 
sorted_arr

# Test het algoritme

data
 
=
 
[
4
,
 
2
,
 
2
,
 
8
,
 
3
,
 
3
,
 
1
]

sorted_data
 
=
 
counting_sort
(
data
)

print
(
"Ongesorteerd:"
,
 
data
)

print
(
"Gesorteerd:"
,
 
sorted_data
)

```